# 岡啓輔
岡 啓輔（おか けいすけ、1965年 - ）は日本の建築家。一級建築士。2004年8月出版の『高山建築学校伝説』中、「踊るセルフビルダー 岡啓輔」という節（pp.204-205）では、大工、ダンサー、セルフビルダー、元「岡画郎」主催者、と紹介されている。
福岡県柳川市に生まれる。筑後市の船小屋温泉で育つ。1981年、大牟田市の国立有明工業高等専門学校建築学科に入学、1986年、同校を卒業。一時、会社員などの経験を経て、1988年、22歳で高山建築学校に入校する。1993年、セルフビルドを活動の中心とする、岡土建を開始する。以後、ダンサーとして、岡画郎を運営（1995年-2003年）。岡画郎とは、自由に参加できる参加型の場であり、不特定多数の参加者が集うことができた。参加者はテーマを定め、討議して、その場によっては作品制作や展示を行なった。
2003年、蟻鱒鳶ルの案が「SDレビュー」に入選する。選考委員の藤森照信が、地下1階で地上3階の鉄筋コンクリート造の自宅を、セルフビルドで建設するという計画を高く評価したことによる（藤森賞を受賞）。2005年11月末に着工し、東京都港区の三田にて、RC造の蟻鱒鳶ル（アリマストンビル、建築面積25平米、延べ床面積100平米）を敷地面積12坪（40平米）の土地で造り始め、2018年12月現在、ビルは建築中である。200年もつといわれたコンクリートによって、70cmの打設により、建設されている。